# Istarsko književno društvo "Juraj Dobrila"
Istarsko književno društvo (IKD) »Juraj Dobrila«, naziv koji je 1981. odlukom glavne skupštine dobilo bivše Istarsko književno društvo Svetog Ćirila i Metoda iz Pazina. Promjena je bila izraz poštovanja prema biskupu Jurju Dobrili, čija se 100. obljetnica smrti trebala obilježiti sljedeće godine.
Istarsko književno društvo sv. Ćirila i Metoda u Pazinu je osnovao don Božo Milanović. Bilo je vlasnik dijela lista Gore srca.
Kao sljednik IKD Sv. Ćirila i Metoda, Društvo je za glavni cilj imalo širenje poučnog i zabavnog štiva pisana u kršćanskom duhu. Iako su najveći dio članstva činili svećenici, ono nije bilo kleričko udruženje, nego građansko, otvoreno i laicima, a utemeljeno na odredbama zakona o društvima SR Hrvatske. Koristeći se pogodnostima koje je donosio status civilnoga društva, u razdoblju nesklonom vjerskoj knjizi razvilo je prepoznatljivu i snažnu izdavačku djelatnost. Devedesetih je prema Zakonu o udrugama osnovano kao udruga građana. Područje je njegova djelovanja cijela Hrvatska, s posebnim naglaskom na Istarsku županiju. Radi ostvarivanja temeljnih ciljeva proučavanja i promicanja književne, kulturne i vjersko-umjetničke baštine, bavi se izdavanjem knjiga, njegovanjem vjersko-umjetničkog sadržaja, organiziranjem izložaba te prodajom vlastitih ili tuđih proizvoda za zadovoljenje vjerskih potreba. Najprepoznatljivije je po bogatoj izdavačkoj djelatnosti. Tiskali su više izdanja Dobrilina molitvenika Oče budi volja tvoja, vjeronaučne priručnike, povijesna, etnografska i književna djela, poučne knjige iz istar. stvarnosti, prijevode života pojedinih svetaca i druge religiozne sadržaje. Stalna su mu izdanja godišnji kalendar Istarska Danica i vjerski kulturno-informativni list Ladonja. Zbog zakonskih odredaba Društvo je 1995. osnovalo dioničko društvo za nakladničku i grafičku djelatnost »Josip Turčinović«, koje se tada pojavljuje kao izdavač Istarske Danice, Ladonje i dr. izdanja. Pokretač spomenutih i mnogobrojnih drugih kulturno-prosvj. i znanstvenoistraživačkih pothvata, sve do tragične smrti 2002., bio je predsjednik IKD Antun Hek. Potom je predsjednikom postao medulinski župnik Ante Močibob. U arhivu IKD pohranjeno je vrlo važno gradivo za proučavanja novije istar. povijesti: 31 godište Naše sloge, sva godišta Pučkoga prijatelja, Istre i Istarskoga lista te priličino bogat arhiv iz razdoblja talijanske vlasti. Tu se čuva i osobna arhiva Bože Milanovića, sjemenišni arhiv te knjižnica bogata naslovima povezanima s Istrom.